# Droit à un environnement sain

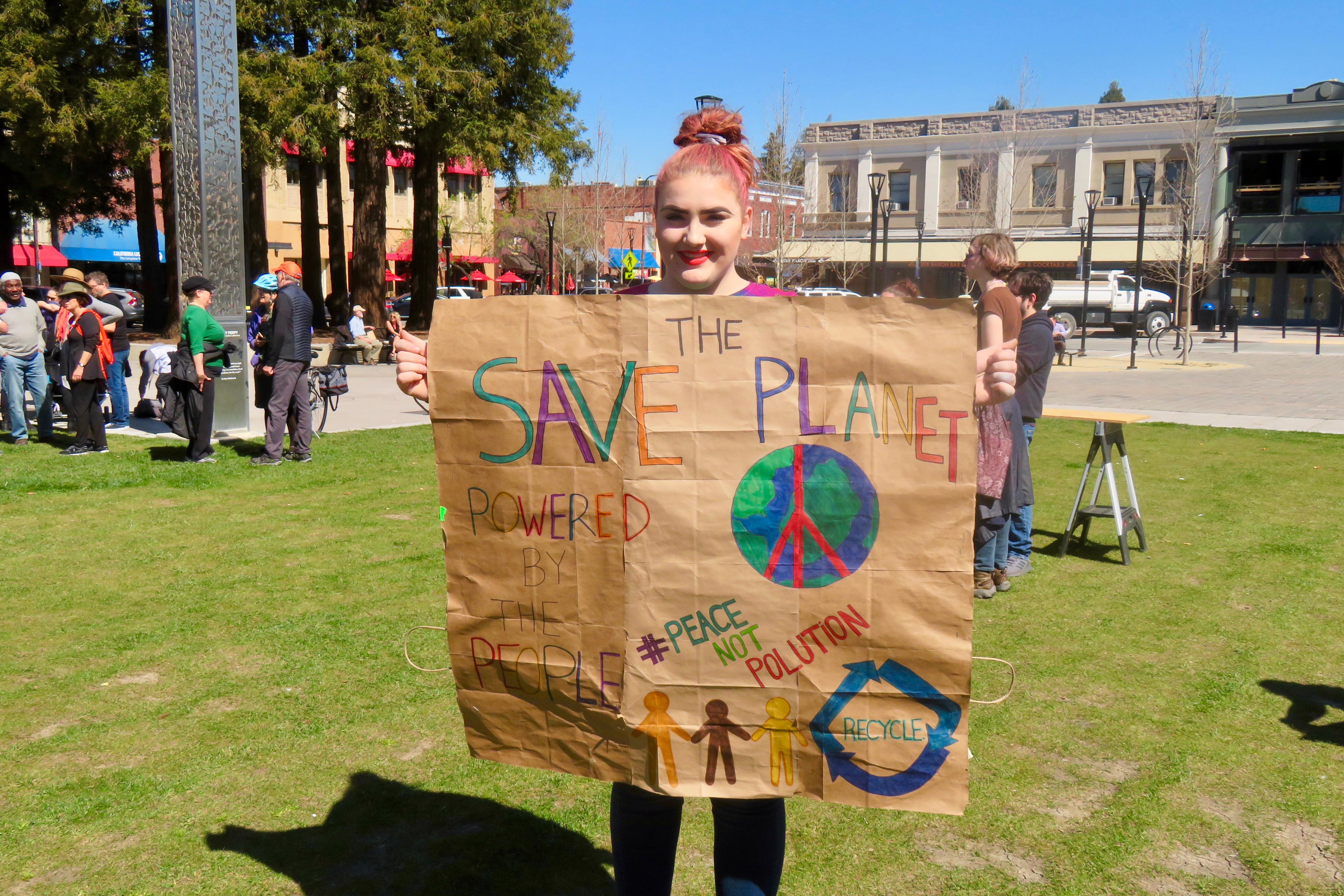
Des centaines de jeunes militants ont participé à une grève climatique à Santa Rosa (Californie, États-Unis) pour réclamer des actions concrètes contre le changement climatique.

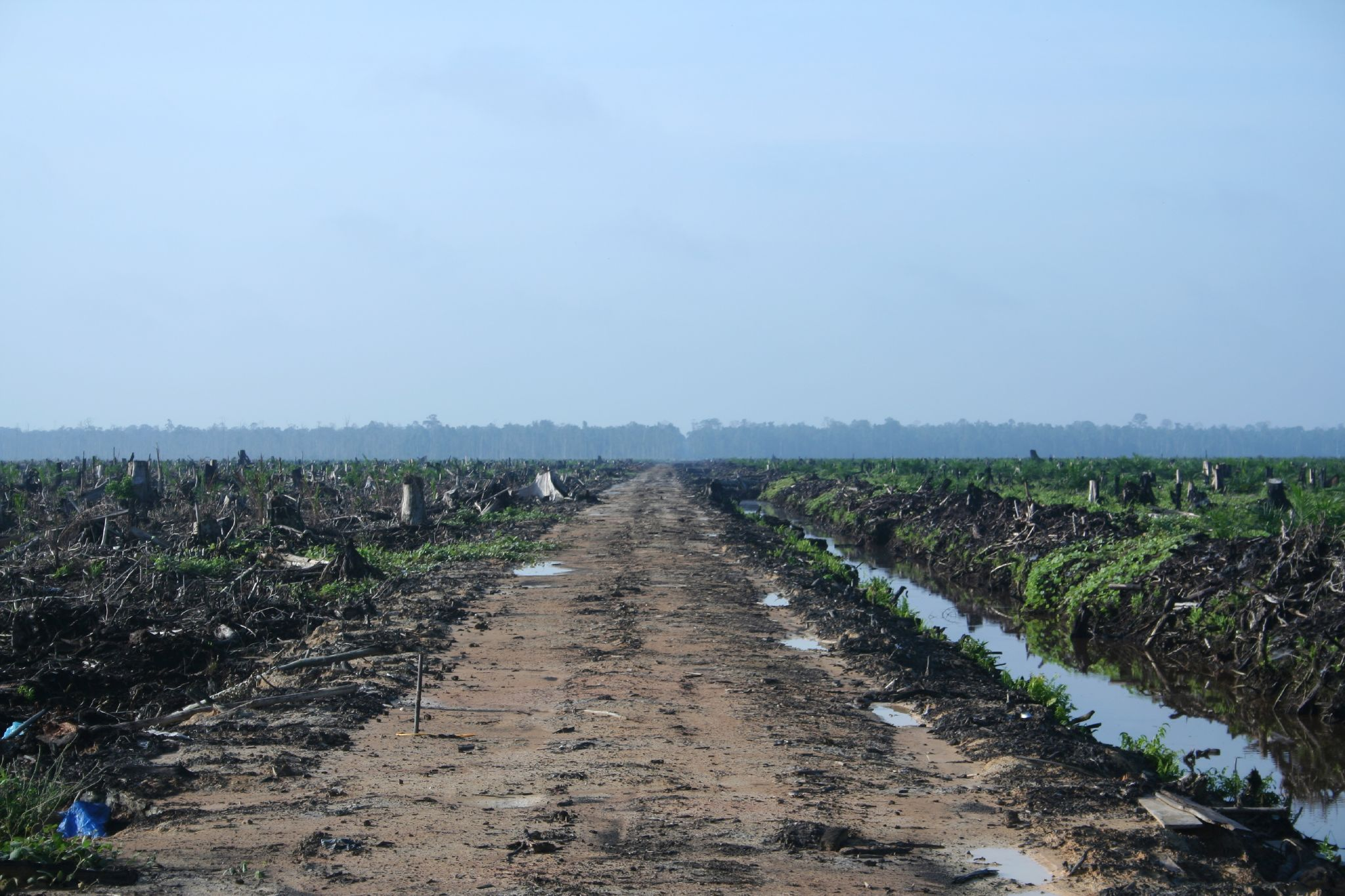
Déforestation en Indonésie pour obtenir de l'huile de palme. Une grande partie des forêts du pays sont détruites à un rythme très rapide pour être remplacées par des palmiers.

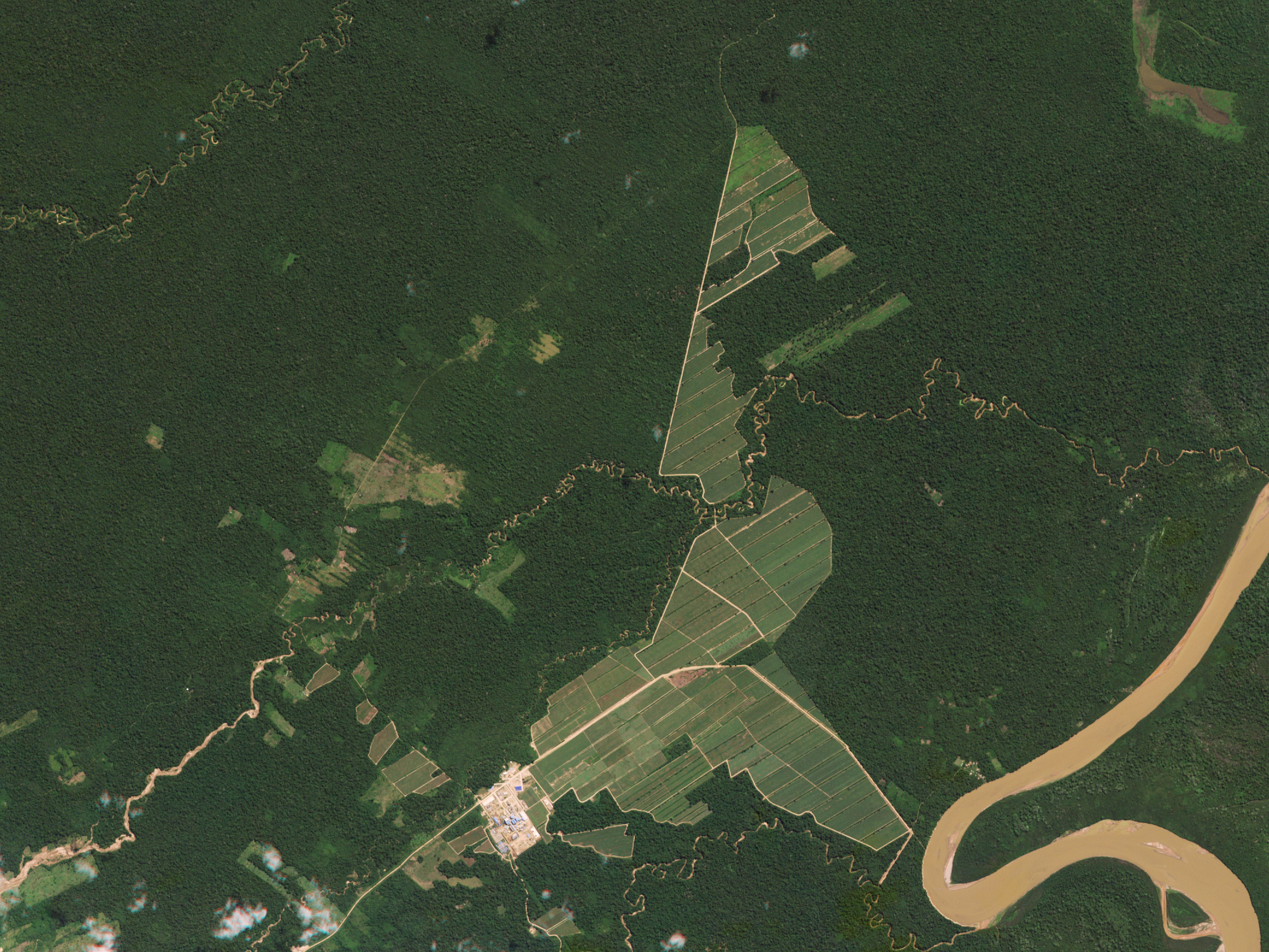
Déforestation en Bolivie en 2016. Le pays a des lois très faibles contre la déforestation.

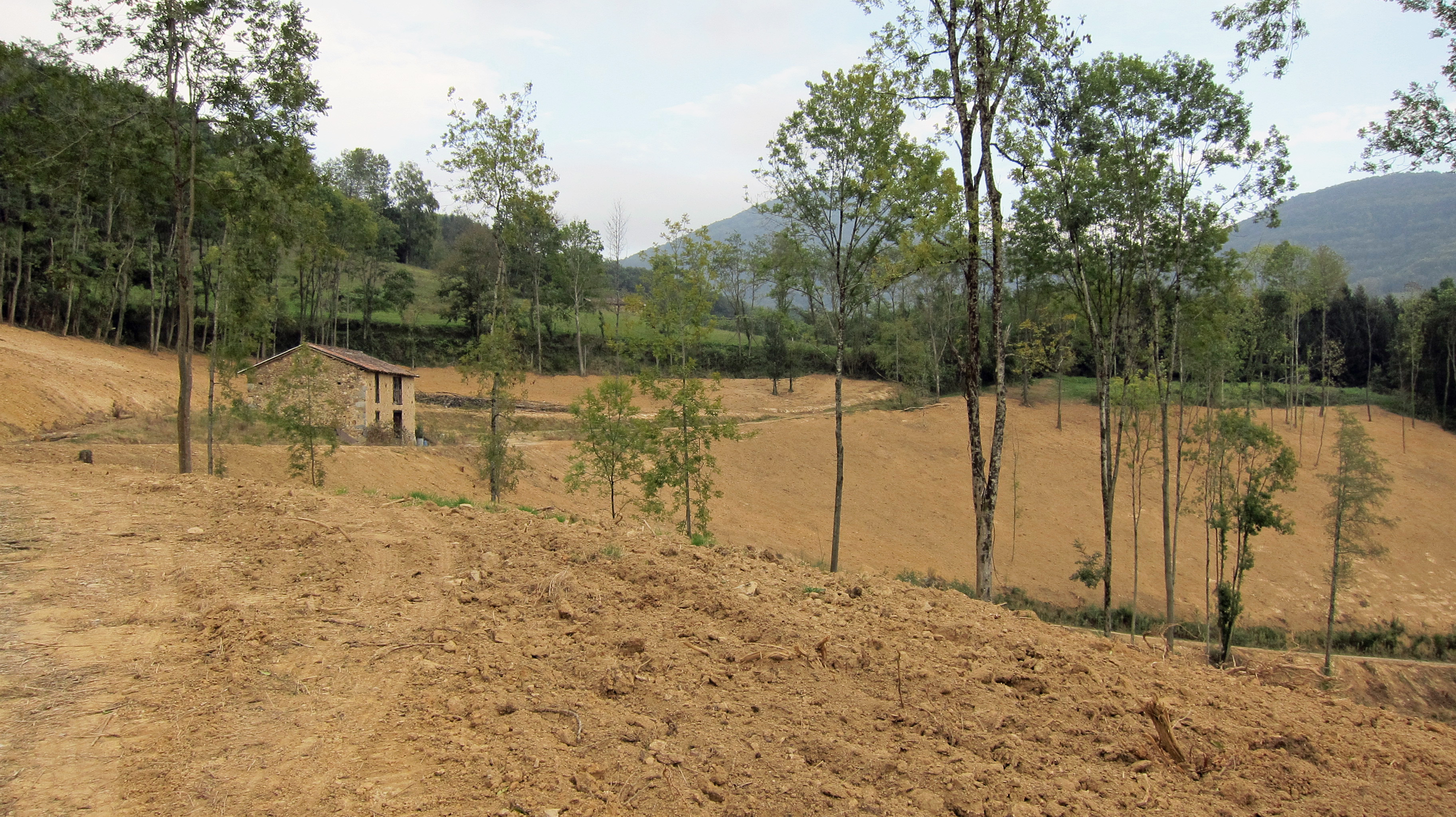
Déforestation en France.

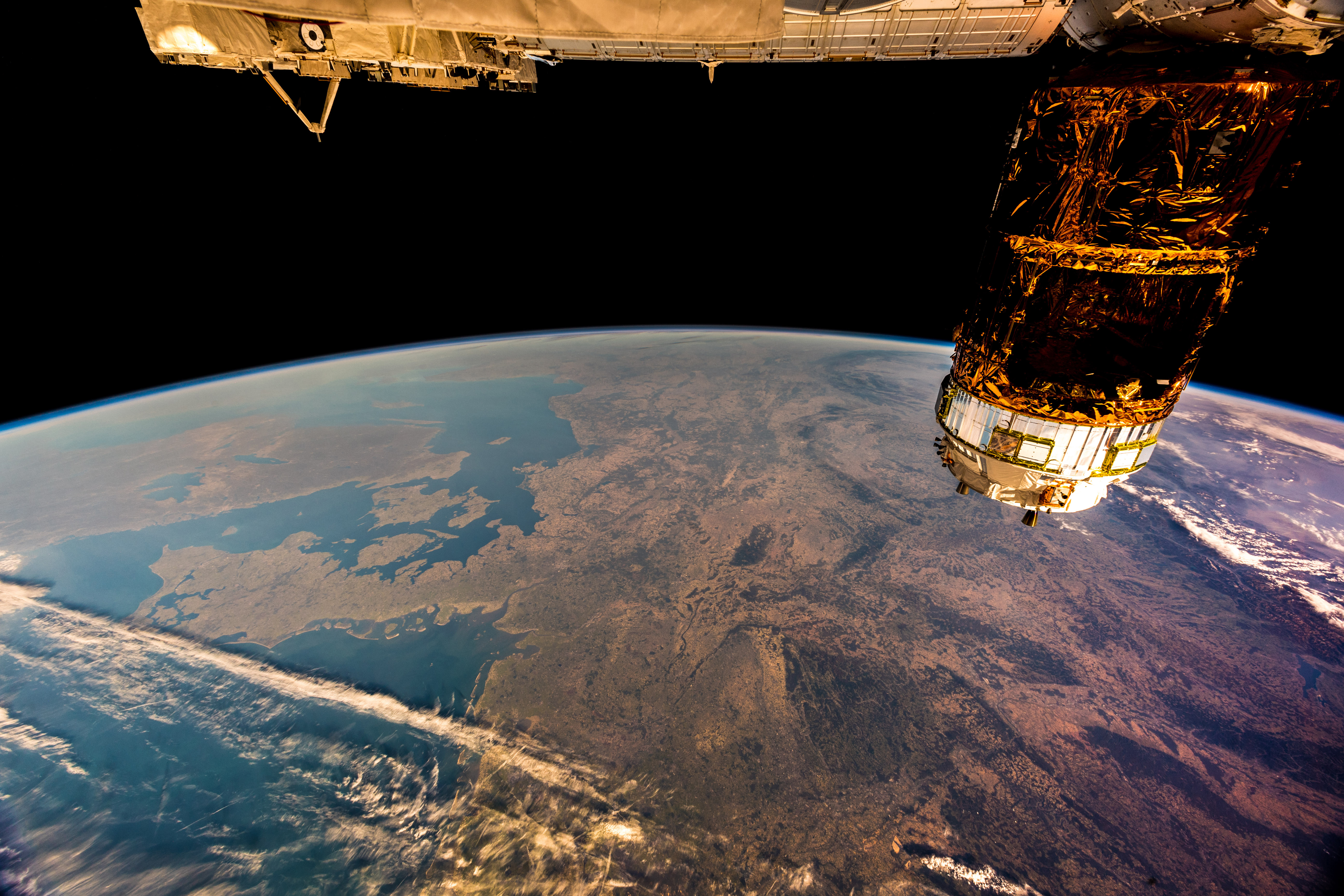
Déforestation en Europe.

Le droit à un environnement sain ou à un environnement sain, sûr, propre, durable et équilibré est un droit, par le passé considéré comme un droit naturel, désormais classé parmi les droits de l'homme et les droits fondamentaux, dans plus d'un État sur deux dans le monde, puis par la Cour internationale de justice (le 23 juillet 2025).
Il est à la fois prôné par les institutions onusiennes, les organisations de défense des droits de l'Homme et par les organisations de protection de la Nature ou de protection des enfants face aux conséquences du changement climatique et certaines organisations internationales de la santé (comme l'OMS).
L'approche anthropocentrée, en s'appuyant sur la notion de santé environnementale, vise à durablement protéger les systèmes écologiques, dont les services écosystémiques sont nécessaires à la santé humaine,,.
En raison de l'importance des zoonoses et de la qualité de l'environnement pour la santé, des approches, validées par le PNUE, l'OMS et l'OIE tels que One Health (une seule santé) tendent à fusionner les notions de santé humaine, santé animale et de « santé des écosystèmes », en soutenant notamment l'écoépidémiologie qui permet de mieux appréhender les pandémies (toutes zoonotiques), de plus en plus fréquentes.

## Contexte théorique
L'approche anthropocentrée lie ce droit à d'autres droits humains axés sur la santé humaine, tels que le droit humain à l'eau et à l'assainissement, le droit à l'alimentation ou encore le droit à la santé.
L'approche écocentrée lie ce droit à d'autres droits fondamentaux non humains, y compris les droits biotiques, les droits de la nature et les droits des animaux.

## Aspects philosophiques
Du point de vue de la philosophie de l'environnement, le « droit à un environnement sain » est généralement centré sur l'Homme pour protéger la qualité de son environnement, alors que la théorie juridique développée pour les droits de la nature tente de l'étendre à d'autres entités juridiques (entités juridiques naturelles - ENJ).

## Aspects juridiques
Ce droit, validé par la Cour internationale de justice (CIJ) dans un avis du 23 juillet 2025 faisant suite à un appel du Vanuatu, soutenu par plus de 100 pays, le président de la CIJ, Yuji Iwasawa précisant dans sa déclaration : « Les États doivent coopérer pour atteindre des objectifs concrets de réduction des émissions », ce qui confirme le principe d'une responsabilité collective dépassant les frontières dans le contexte d'une urgence climatique.
Même si l'avis de cette cour n’est pas juridiquement contraignant, il ouvre la voie à de futurs recours et donne de nouveaux leviers aux ONG, juristes et citoyens pour défendre la justice climatique et les populations les plus exposées. Dans les pays où il est reconnu, il crée une obligation pour l'État et les collectivités d'instituer pour tous un « droit à l'environnement sain », à la croisée du Droit de l'environnement et du Droit à la santé, puis de le faire appliquer. 
Ceci implique notamment de mettre en place les moyens de faire respecter ce droit (et donc une réglementation environnementale, mais aussi une police de l'environnement efficace) et des outils indépendants de contrôle les nuisances environnementales et sanitaires (dont les niveaux de pollution de l'eau, de l'air, des sols, de l'alimentation, etc.). Appliquer ce droit implique aussi de rendre justice relativement à ce droit, sur la base du délit environnemental ou du crime environnemental qui tous deux peuvent affecter à plus ou moins long terme et à plus ou moins vaste échelle la santé humaine, animale et de l'environnement.
Il s'agit aussi de protéger les communautés directement ou indirectement touchées par les problèmes environnementaux (on sait que les communautés autochtones et les populations plus pauvres sont souvent les plus exposées et les plus vulnérables aux dégradations environnementales).
La santé doit être ici comprise selon sa définition par l'OMS ; le bien-être en fait partie, et dans une approche holistique, il nécessite aussi un environnement sain.
Dans certains contextes, l'accès à un environnement sain pose des questions éthiques spécifiques, par exemple dans le contexte carcéral.

## Aspects historiques

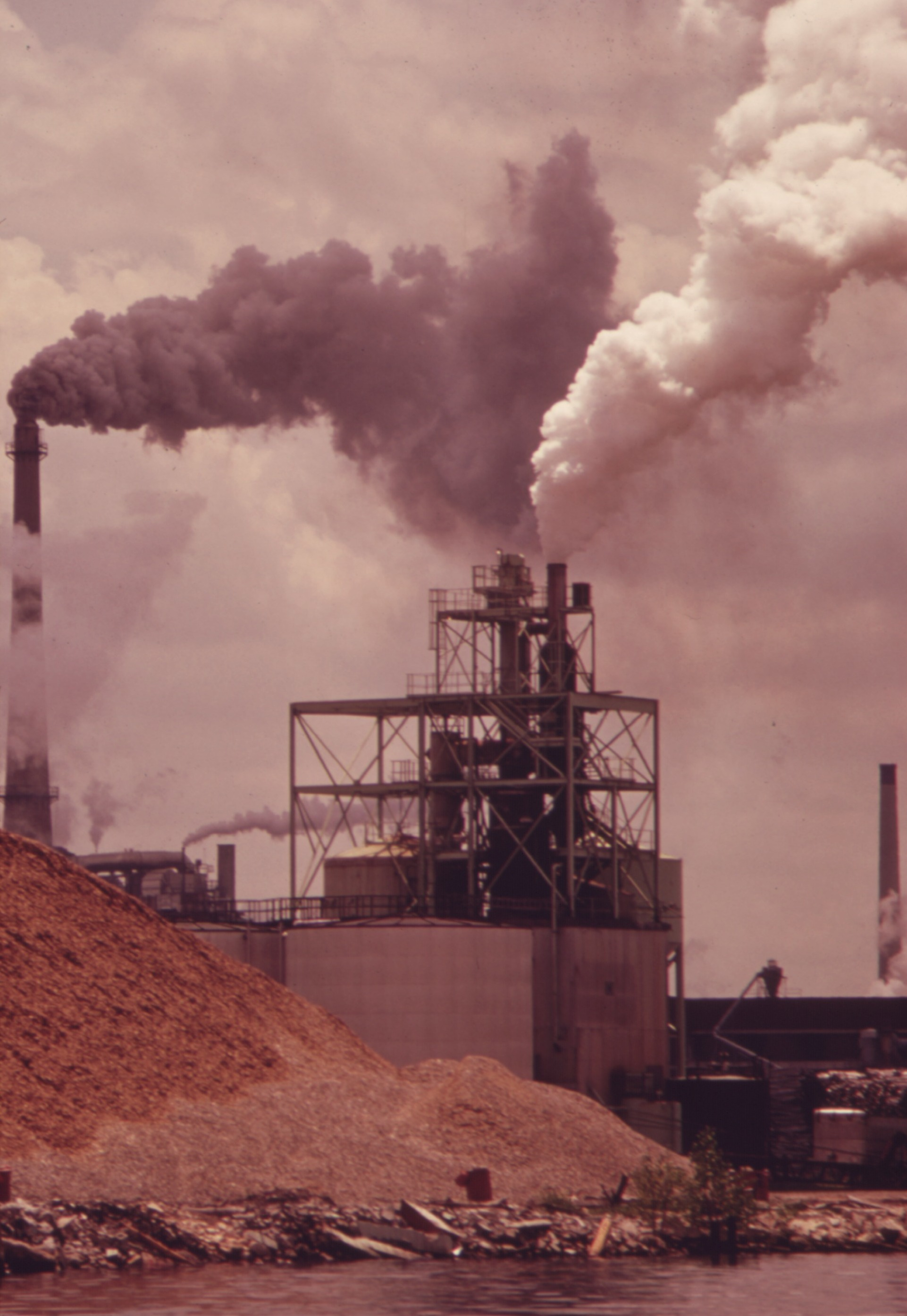
Cheminées d'une industrie papetière crachant des particules, et étant source d'une odeur de sulfites ; depuis les années 1970 notamment le droit à un environnement sain se constitue et se formalise.

Le « droit à un environnement sain » a été un droit important pour la création de précédents juridiques environnementaux (jurisprudences locales à internationales) pour les litiges relatifs au changement climatique ou concernant d'autres questions environnementales.
Ce droit a des racines anciennes, mais semble avoir vraiment émergé (et s'être complexifié) à partir des années 1970, avec alors notamment la lutte contre les pluies acides et le trou de la couche d'ozone, la gestion du risque nucléaire… et avec l'apparition dans un nombre croissant de pays de ministres et ministères spécifiquement dédiés à l'environnement, coopérant plus ou moins directement avec le ministère de la santé du pays.
Depuis les années 1990, le droit à un environnement sain est au cœur de l'approche internationale du développement soutenable, mais semble dans ce cadre se focaliser autour de deux grands sujets : la biodiversité, et les droits de l'homme environnementaux.
Les accords internationaux soutenant ce droit incluent la Déclaration de Stockholm de 1972, la Déclaration de Rio (juin 1992) et le plus récent Pacte mondial pour l'environnement.
Plus de 150 États de l'ONU ont reconnu ce droit sous une forme ou une autre par le biais de modifications de leur législation, par la jurisprudence et/ou parfois leur droit constitutionnel. Le droit des traités et d'autre autorité légale intègrent aussi de plus en plus ce principe.
Il en va de même pour certaines chartes et accords ; par exemple la Charte africaine des droits de l'homme et des peuples, la Convention américaine relative aux droits de l'homme et l'Accord d'Escazu incluent chacun le droit à un environnement sain,.
D'autres cadres des droits de l'homme, tels que la Convention relative aux droits de l'enfant, font référence aux questions environnementales.
Les rapporteurs spéciaux des Nations Unies sur les droits de l'homme et l'environnement John H. Knox (2012–2018) et David R. Boyd (2018–) ont formulé des recommandations sur la manière de formaliser ces droits dans le droit international.

Ces approches ont été approuvées par un divers comités au niveau des Nations unies, et par des communautés juridiques locales telles que le Barreau des avocats de New York (New York City Bar), en 2020.

## Droit par constitution/pays/continent
Ce droit peut être décliné de l'échelle mondiale aux échelles locales, et donc être intégré dans le droit constitutionnel

### Afrique australe
Liste des pays africains ayant consacré le droit à un environnement sain dans leur Constitution.

#### Afrique du Sud
L'article 24 de la Constitution sud-africaine prévoit que : « Tout le monde a le droit : à un environnement qui n’est pas nuisible à sa santé ou à son bien-être ; et à ce que l’environnement soit protégé, au profit des générations actuelles et futures ».

#### Angola
Le droit à un environnement sain et non pollué est protégé par l'article 39 de la constitution angolaise de 2010.

#### Mozambique
La constitution de la République du Mozambique de 2004 protège le droit de vivre dans un environnement équilibré (article 90).

#### Zimbabwe
La constitution zimbabwéenne de 2013 prévoit que : « Chaque personne a le droit […] à un environnement qui ne nuit pas à sa santé ou à son bien-être » (article 73).

### Afrique centrale

#### Cameroun
Le droit à un environnement sain est prévu par la constitution camerounaise de 1972 (révisée en 2008), à l'alinéa 21 du Préambule.

#### Gabon
La constitution du Gabon de 1991 reconnait aux enfants, aux mères, aux personnes âgées et aux personnes handicapées, un droit à un environnement naturel préservé (article 1er, alinéa 8).

#### République centrafricaine
L'article 11 de la constitution centrafricaine prévoit le droit à un environnement sain, aux loisirs et au repos.

#### République démocratique du Congo
L'article 53 de la constitution de 2005 prévoit : « Toute personne a droit à un environnement sain et propice à son développement intégral ».

#### République du Congo
La constitution congolaise de 2015 reconnait que « Tout citoyen a droit à un environnement sain, satisfaisant et durable » (article 41).

#### Tchad
La constitution tchadienne de 2018 reconnait un droit à un environnement sain à l'article 51.

### Afrique de l'Est

#### Kenya
Le droit à un environnement sain des générations présentes et futures est reconnu par l'article 42 de la constitution kenyane de 2010.

#### Ouganda
« Droit à un environnement propre et sain - Chaque Ougandais a droit à un environnement propre et sain » (article 39 de la constitution ougandaise de 1995, révisée en 2017.

#### Rwanda
« Toute personne a le droit de vivre dans un environnement propre et sain » (article 22 de la constitution rwandaise de 2003, révisée en 2015).

#### Somalie
Article 25 : « Toute personne a droit à un environnement qui ne nuit pas à sa santé et à son bien-être et à être protégée de la pollution et des matières nocives » (Constitution somalienne de 2012).

#### Soudan du Sud
Article 41 : « Toute personne a le droit à la protection de l’environnement au profit des générations présentes et futures » (Constitution soudanaise de 2011).

### Afrique de l'Ouest
Liste des pays africains ayant consacré le droit à un environnement sain dans leur Constitution.

### Afrique du Nord
Liste des pays africains ayant consacré le droit à un environnement sain dans leur Constitution.

#### Tunisie
En Tunisie, le droit à un environnement sain est garanti principalement par l'article 45 de la constitution tunisienne de 2014, mais aussi par d'autres lois et conventions internationales. La grande originalité de cette constitution, c'est qu'elle prévoit également la protection du climat par un droit à la participation : « L’État garantit le droit à un environnement sain et équilibré et le droit de participer à la protection du climat ».

### Amérique centrale
Liste des pays latino-américains ayant consacré le droit à un environnement sain dans leur Constitution.

### Amérique du Sud
Liste des pays latino-américains ayant consacré le droit à un environnement sain dans leur Constitution.

### Amérique du Nord
Liste des pays américains ayant consacré le droit à un environnement sain dans leur Constitution.

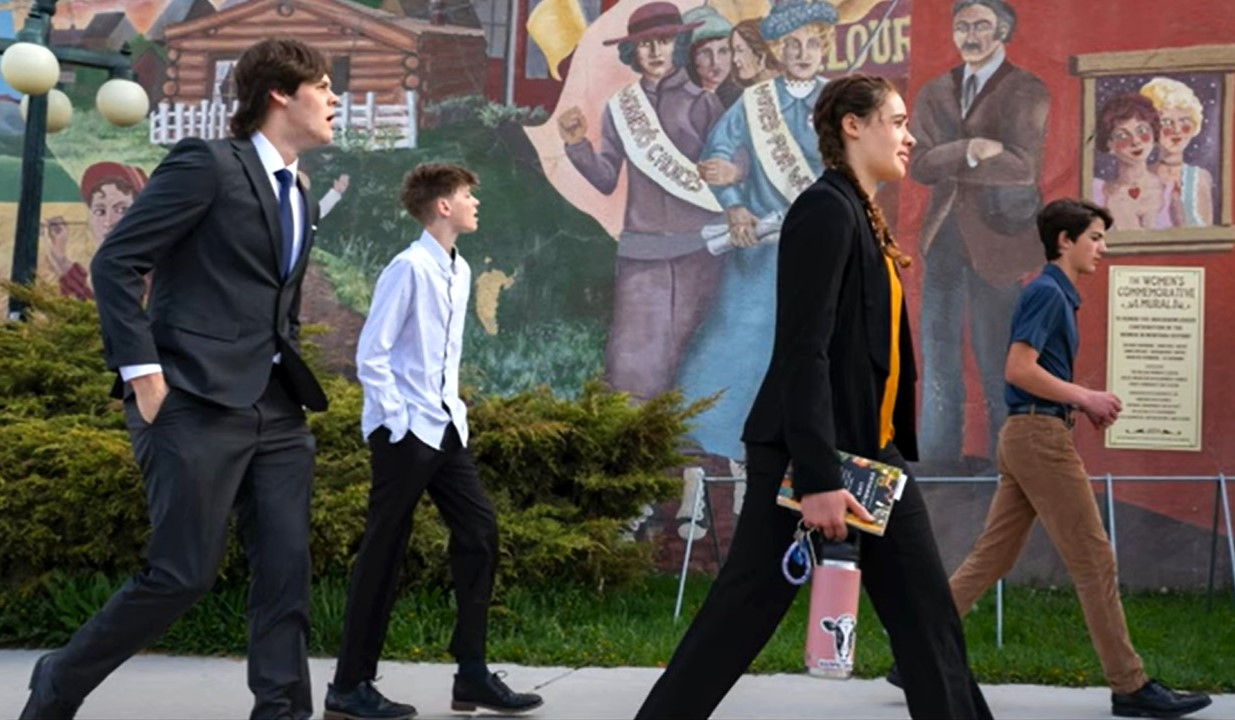
Held v Montana plaintiffs, Our Children's Trust

#### États-Unis
La constitution américaine ne consacre pas le droit à un environnement sain mais parmi les États fédérés, six États fédérés parmi les 50 États membres de l'État fédéral, prévoient dans leur constitution la protection du droit à un environnement sain.
| Hawaï          | Article XI, sect. 9 | « Chaque personne a le droit à un environnement propre et sain » |
| Illinois       | Article XI, sect. 2 | « Chaque personne a le droit à un environnement sain » |
| Massachussetts | Article XCVII       | « Les citoyens auront le droit à un air et une eau propres, à être à l’abri de bruits excessifs et inutiles, ainsi qu’aux qualités naturelles, panoramiques, historiques et esthétiques de leur environnement ; et la protection des citoyens dans leur droit à la conservation, au développement et à l’utilisation des ressources agricoles, minérales, forestières, hydriques, aériennes et autres ressources naturelles est par la présente déclarée être un objectif public » |
| Montana        | Article II, sect. 3 | « Toutes les personnes naissent libres et ont certains droits inaliénables. Cela inclut le droit à un environnement propre et sain, ainsi que les droits de rechercher les éléments essentiels de la vie » |
| New York       | Article I, sect. 19 | « Chaque personne a le droit à un air et à une eau propre, ainsi qu’à un environnement sain » |
| Pennsylvanie   | Article I, sect. 27 | « Les citoyens ont le droit à un air pur, à une eau pure et à la préation des valeurs naturelles, panoramiques, historiques et esthétiques de l’environnement » |

#### Canada
```
Québec
```

En droit québécois, le droit à un environnement sain et respectueux de la biodiversité est prévu à l'article 46.1 de la Charte des droits et libertés de la personne.

Certains juristes comme Steven Rousseau, précisent la notion.

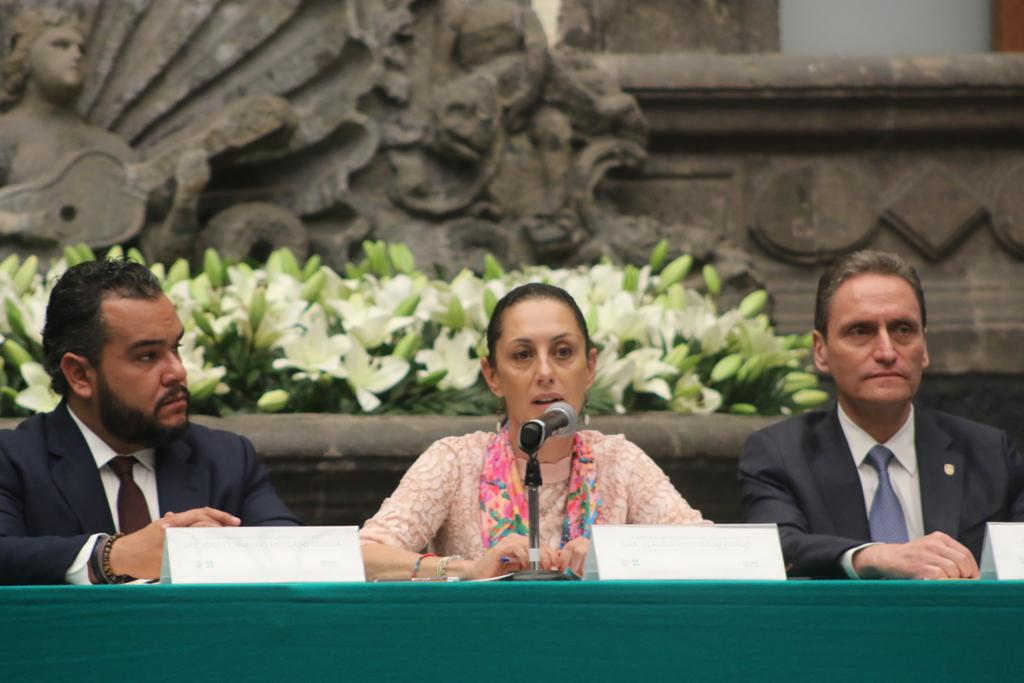
Programa Impulso Industrial

#### Mexique
Le Mexique a révisé sa constitution de 1917 en 2015 et prévoit en son article 4 : « Toute personne a droit à un environnement sain pour son développement et son bien-être ».

### Caraïbes insulaireset Antilles

#### Cuba
Article 75 de la constitution cubaine de 2019 : « Toute personne a le droit de jouir d’un environnement naturel sain et stable »

#### Jamaïque
Comme en France, la Jamaïque est un des rares États au monde à avoir fait le choix d'intégrer le droit à l'environnement non pas directement dans le texte même de la constitution mais dans une charte à part, intégrée à la constitution, mais réservée aux droits et libertés. Le droit à un environnement sain y est consacré à l'article 3 de la Charte jamaïcaine des droits et libertés, en ces termes : « Le droit de jouir d’un environnement sain et productif à l’abri de la menace de dégâts ou de dommages résultant de l’abus de l’environnement et de la dégradation du patrimoine écologique. »

#### République dominicaine
La constitution dominicaine de 2015, est assez précise sur le contenu du droit à l'environnement, reconnaissant en son article 67 que : « Toute personne a le droit, tant individuellement que collectivement, à l’utilisation et à la jouissance durable des ressources naturelles, à vivre dans un environnement sain, écologiquement équilibré et adapté au développement et à la préservation des différentes formes de vie, des paysages et de la nature ».

### Asie centrale
Liste des pays asiatiques ayant consacré le droit à un environnement sain dans leur Constitution.

### Asie de l'Est et du Nord
Liste des pays asiatiques ayant consacré le droit à un environnement sain dans leur Constitution.

### Asie du Sud
Liste des pays sud-asiatiques ayant consacré le droit à un environnement sain dans leur Constitution.

### Asie du Sud-Est
Liste des pays asiatiques ayant consacré le droit à un environnement sain dans leur Constitution.

### Europe centrale
Liste des pays européens ayant consacré le droit à un environnement sain dans leur Constitution.

### Europe de l'Est
Liste des pays européens ayant consacré le droit à un environnement sain dans leur Constitution.

### Europe du Nordet Nord-Ouest
Liste des pays européens ayant consacré le droit à un environnement sain dans leur Constitution.

### Europe de l'Ouestet Sud-Ouest
Liste des pays européens ayant consacré le droit à un environnement sain dans leur Constitution.

#### France
En droit français, le droit à un environnement sain est garanti par l'article 1er de la charte de l'environnement de 2004, intégrée au bloc de constitutionnalité, additionnel à la constitution française de 1958.

### Europe du Sud-Est
Liste des pays européens ayant consacré le droit à un environnement sain dans leur Constitution.

### 5. Droit à un environnement sain en Océanie
Liste des pays océaniens ayant consacré le droit à un environnement sain dans leur Constitution.

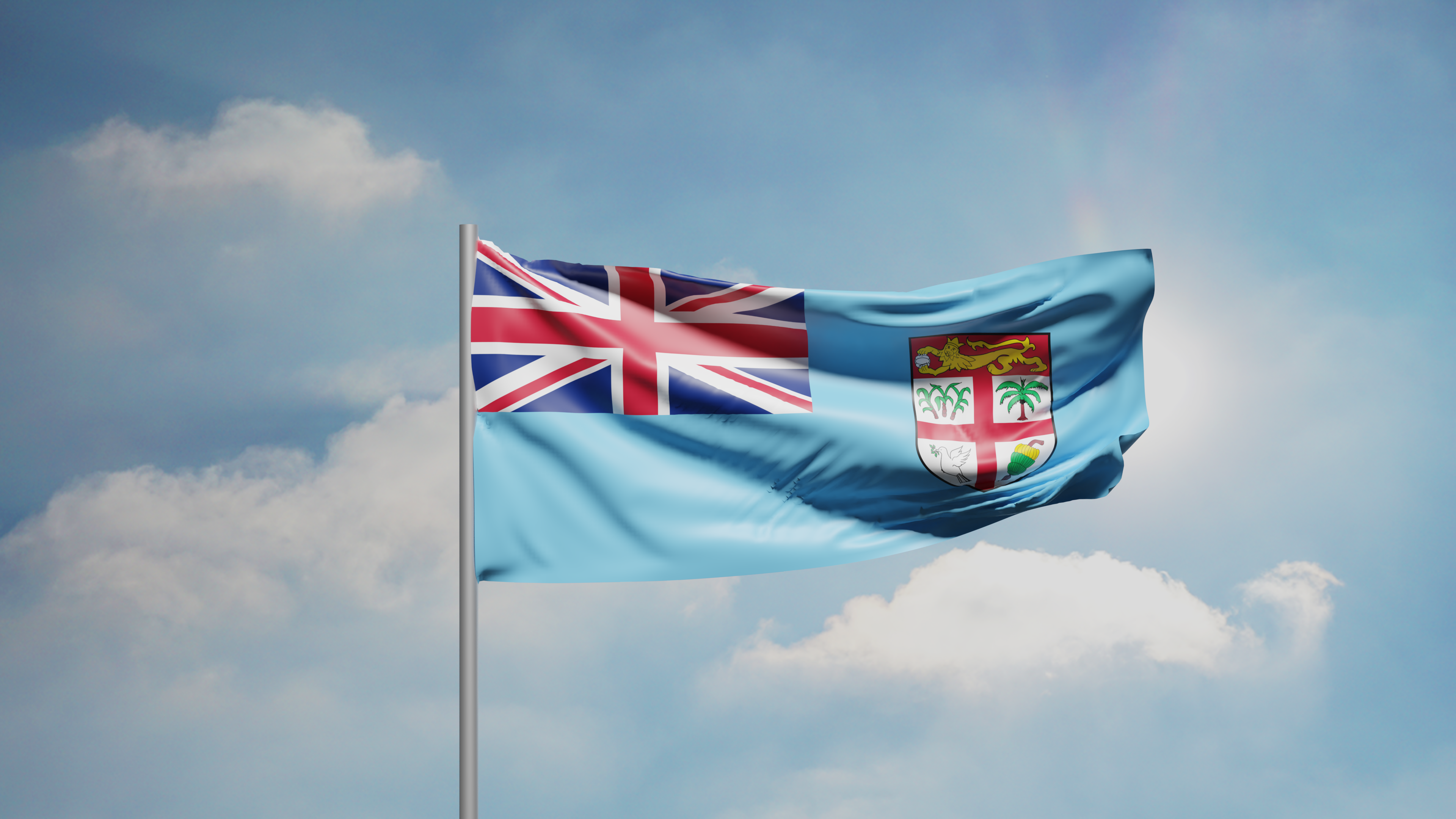
Drapeau fidjien

#### Fidji
La constitution fidjienne de 2013 prévoit que : « Toute personne a droit à un environnement propre et sain, ce qui inclut le droit à la protection du monde naturel au profit des générations présentes et futures » (article 40).

## Inventaire des dispositions juridiques relatives au droit à l’environnement

### Droit international (etsoft lawinternationale)
Accord d’Escazú (adopté le 4 mars 2018, entré en vigueur le 22 avril 2021) - Traité régional sur l'accès à l'information, la participation du public et la justice en matière d'environnement en Amérique latine et dans les Caraïbes
Texte intégral
Article 4, alinéa 1 : « Chaque État partie garantit à toute personne le droit de vivre dans un environnement sain »

#### Accord de Paris(12 décembre 2015) - Traité international sur les obligations climatiques des États
Texte intégral
Préambule : « Conscientes que les changements climatiques sont un sujet de préoccupation pour l’humanité tout entière et que, lorsqu’elles prennent des mesures face à ces changements, les Parties devraient respecter, promouvoir et prendre en considération leurs obligations respectives concernant les droits de l’Homme, le droit à la santé, les droits des peuples autochtones, des communautés locales, des migrants, des enfants, des personnes handicapées et des personnes en situation vulnérable et le droit au développement, ainsi que l’égalité des sexes, l'autonomisation des femmes et l'équité entre les générations »

#### Charte africaine des droits de l’homme et des peuples(adoptée le 18 juin 1981, entrée en vigueur le 21 octobre 1986)
Texte intégral
Article 24 : « Tous les peuples ont droit à un environnement satisfaisant et global, propice à leur développement »

#### Charte arabe des droits de l’homme(adoptée en mai 2004, entrée en vigueur le 15 mars 2008)
Article 38 : « Toute personne […] a droit à un environnement sain »
Charte des droits fondamentaux de l'Union européenne (proclamée le 7 décembre 2000, entrée en vigueur le 1er décembre 2009)
Texte intégral
Absence de droit à un environnement sain mais disposition concernant un objectif international.
Article 37 : « Un niveau élevé de protection de l’environnement et l’amélioration de sa qualité doivent être intégrés dans les politiques de l’Union »

#### Convention d’Aarhussur l’accès à l’information, participation du public et l’accès à la justice en matière d’environnement (25 juin 1998)
Texte intégral
Préambule : « Reconnaissant qu'une protection adéquate de l'environnement est essentielle au bien-être de l'homme ainsi qu'à la jouissance des droits fondamentaux, y compris du droit à la vie lui-même; Reconnaissant également que chacun a le droit de vivre dans un environnement propre à assurer sa santé et son bien-être et le devoir, tant individuellement qu'en association avec d'autres, de protéger et d'améliorer l'environnement dansl'intérêt des générations présentes et futures; Considérant que, afin d'être en mesure de faire valoir ce droit et de s'acquitter de ce devoir, les citoyens doivent avoir accès à l'information, être habilités à participer au processus décisionnel et avoir accès à la justice en matière d'environnement, étant entendu qu'ils peuvent avoir besoin d'une assistance pour exercer leurs droits; Reconnaissant que, dans le domaine de l'environnement, un meilleur accès à l'information et la participation accrue du public au processus décisionnel permettent de prendre de meilleures décisions et de les appliquer plus efficacement, contribuent à sensibiliser le public aux problèmes environnementaux, lui donnent la possibilité d'exprimer ses préoccupations et aident les autorités publiques à tenir dûment compte de celles-ci; »
Article 1er : « Afin de contribuer à protéger le droit de chacun, dans les générations présentes et futures, de vivre dans un environnement propre à assurer sa santé et son bien-être, chaque partie garantit les droits d’accès à l’information sur l’environnement, de participation du public au processus décisionnel et d’accès à la justice en matière d’environnement »

#### Déclaration de Phnom Penh relative aux droits de l’homme des États d’Asie du Sud-Est(18 novembre 2012)
Article 28 : « Toute personne a droit […] à un environnement sûr, propre et durable »

#### Déclaration de Rio de Janeiro sur l’environnement et le développement(3-14 juin 1992)
Texte intégral
Principe 1er : « Les êtres humains sont au centre des préoccupations relatives au développement durable. Ils ont droit à une vie saine et productive en harmonie avec la nature »

#### Déclaration de Stockholm sur l'environnement(5-16 juin 1972)
Texte intégral
Principe 1er : « L’homme a un droit fondamental à la liberté, à l’égalité et à des conditions de vie satisfaisantes, dans un environnement dont la qualité lui permette de vivre dans la dignité et le bien-être »

#### Déclaration des droits des peuples autochtones(13 septembre 2007)
Texte intégral
Article 29 : « Les peuples autochtones ont droit à la préservation et à la protection de leur environnement et de la capacité de production de leurs terres ou territoires et ressources »

#### Déclaration européenne des droits de la planète et du vivant (27 novembre 2019)
Texte intégral
Articles 3 : « Tous les êtres vivants ont le droit de vivre dans un habitat sain et paisible. »

Article 5 : « Notre planète a le droit de ne pas être surexploitée par les êtres humains pour satisfaire leurs besoins toujours croissants et pour alimenter une population humaine en croissance exponentielle. »

#### Déclaration européenne des droits de l’animal (17 février 2025)
Texte intégral
Article 8 : « Les animaux sauvages doivent pouvoir développer librement leurs cycles, processus et interactions biologiques tant entre populations qu'entre individus les composant. Ils doivent pouvoir bénéficier des connectivités écologiques nécessaires à leurs déplacements. Ils doivent pouvoir vivre dans un environnement naturel équilibré, non pollué et non contaminé par les activités humaines.»

Article 11 : « La reconnaissance d’une personnalité juridique dotée de droits différenciés propres aux animaux qui en seront progressivement revêtus doit être regardée comme un moyen privilégié d’atteindre les objectifs  affirmés dans la présente Déclaration. Cette personnalité juridique sui generis ne saurait avoir pour effet d'imposer aux animaux des obligations ou des devoirs en contrepartie des droits qui leurs seraient reconnus. »

#### Déclaration universelle des droits de l'animal(15 octobre 1978)
Texte intégral
Article 1er : « Le milieu naturel des animaux à l’état de liberté doit être préservé afin que les animaux puissent y vivre et évoluer conformément à leurs besoins et que la survie des espèces ne soit pas compromise »

Article 2 : « Tout animal appartenant à une espèce dont la sensibilité est reconnue par la science a le droit au respect de cette sensibilité »
Déclaration universelle des droits de l’humanité (25 septembre 2015)
Texte intégral
Article 5 : « L’humanité, comme l’ensemble des espèces vivantes, a droit de vivre dans un environnement sain et écologiquement soutenable »

#### Projet de Pacte international relatifs aux droits des êtres humains à l’environnement(2 février 2017, non encore adopté)
Texte intégral
Article 1er : « Toute personne, y compris dans les générations futures, a le droit de vivre dans un environnement écologiquement équilibré propre à assurer sa santé, sa sécurité et son bien-être »

#### Projet de Protocole additionnel à la Convention européenne de sauvegarde des droits de l’homme sur le droit à un environnement sûr, propre, sain et durable (projet adopté le 10 mai 2018, proposé le 13 septembre 2021 par l’Assemblée parlementaire au Comité des Ministres du Conseil de l’Europe, non encore adopté)
Texte intégral
§14.1 : « L’Assemblée recommande aux États membres du Conseil de l’Europe : d’établir et de consolider un cadre juridique – aux niveaux national et européen – pour ancrer le droit à un environnement sûr, propre, sain et durable, en s’appuyant sur les orientations des Nations Unies en la matière »

#### Protocole additionnel à la Charte africaine des droits de l'homme et des peuples relatif aux droits des femmes, dit "Protocole de Maputo"(adopté le 11 juillet 2003, entré en vigueur le 25 novembre 2005)
Texte intégral
Article 18 : « Les femmes ont droit de vivre dans un environnement sain et viable »

#### Protocole additionnel à la Convention américaine des droits de l'homme traitant des droits économiques, sociaux et culturels, dit "Protocole de San Salvador" (adopté le 17 novembre 1988, entré en vigueur le 16 novembre 1999)
Texte intégral
Article 11 - Droit à un environnement salubre : « Toute personne a le droit de vivre dans un environnement sain et de bénéficier des services collectifs essentiels »

#### Sites
Base de données américaine des constitutions du monde : https://www.constituteproject.org
Base de données française des constitutions du monde, Digithèque MJP : https://mjp.univ-perp.fr/mjp.htm
Atlas des conflits pour la justice environnementale : https://ejatlas.org/?translate=fr
Base de données internationale de la jurisprudence climatique : https://climatecasechart.com/

#### Généraux
- Développement soutenable
- Droits fondamentaux
- Droits de la nature
- Droits de l'homme
- Écologie
- Justice environnementale
- Médecine environnementale
- Plan national santé environnement
- Politique européenne de développement durable
- Principe de précaution
- Promotion de la santé
- Santé environnementale

#### Droit international, chartes et codes
- Une seule santé
- Charte mondiale de la nature
- Charte de l'environnement
- Charte des droits et libertés de la personne
- Code de l'environnement
- Conférence des Nations unies sur l'environnement et le développement
- Codification (droit)
- Déclaration des droits de l'humanité (projet)
- Droit international de l'eau
- Pacte mondial
- Pacte mondial pour l'environnement
- Réchauffement climatique et droits de l'homme
- Sécurité juridique
- Catégorie:Traité de protection de l'environnement